# Claude Barzotti
Claude Barzotti, pseudonimo di Francesco Barzotti (Châtelineau, 23 luglio 1953 – Court-Saint-Étienne, 24 giugno 2023), è stato un cantante belga di origini italiane.

## Biografia
Nacque in Belgio da genitori marchegiani originari di Cai'Serra frazione della provincia di Pesaro e Urbino. Crebbe in Italia centrale, vicino Pesaro, e ritornò poi in Belgio all'età di 18 anni, stabilendosi a Court-Saint-Étienne. Suo fratello Alessandro gli fece da manager. Dotato di una particolare voce roca, ebbe successo negli anni '80 ed '90.
Barzotti iniziò la propria carriera con il successo Madame, che raggiunse le 400 000 copie vendute in pochi mesi in Francia e Belgio nel 1981. In quello stesso anno pubblicò il disco polemico Le Rital, che rivendicava le sue origini italiane (il termine rital è un termine dispregiativo francese usato per definire gli italiani).
Negli anni ottanta e novanta Barzotti ottenne i suoi maggiori successi, in particolare con il disco Amami, che riscosse consensi anche in Québec e in Italia.
Ricevette alcune critiche per la canzone La France est aux Français, considerata xenofoba.
Già debilitato a causa della dipendenza da alcool, Barzotti è morto nel 2023, a 69 anni, per le complicazioni di un tumore al pancreas, che lo affliggeva dal 2020.

## Vita privata
Ebbe due figlie, Vanessa e Sarah, ma non si sposò mai.

## Discografia
- 1981: Madame
- 1981: Le Rital
- 1982: Je ne t'écrirai plus
- 1987: C'est moi qui pars
- 1988: Une heure avec Claude Barzotti
- 1989: Elle me tue
- 1990: Ses plus grands succès
- 1990: Plein succes
- 1991: Amami
- 1991: Douce
- 1991: Collection les originaux Claude Barzotti
- 1992: Pour elles
- 1993: The very best of
- 1993: Barzotti chante Noël
- 1993: Un uomo pensa a te
- 1995: Les plus grandes chansons
- 1995: Je vous aime
- 1995: Je t'apprendrai l'amour
- 1997: Emotions
- 1998: Les hits de Claude Barzotti
- 1999: Claude Barzotti
- 2000: Beau, j's'rai jamais beau
- 2000: Souvent, je pense à vous Madame
- 2002: Rital
- 2003: Barzotti 2003
- 2003: Ancora